# Бодопайя
Бодопайя (бирм. ဘိုးတော်ဘုရား; 11 марта 1745 — 5 июня 1819), известен также как Бадон Мин или Бадонсачен — один из наиболее знаменитых королей Бирмы династии Конбаун, вступил на трон в 1782 году, во время его правления Бирма вступила в затяжной конфликт с англичанами.

## Биография
Родился 11 марта 1745 года в селении Москобо, Верхняя Бирма. Бодопайя был четвёртым сыном основателя династии Алаунпаи (1752—1760), после смерти которого трон сменяли один за другим его сыновья. Бодопайя сместил внучатого племянника Алаунпаи — Маун Мауна, погрязшего в разврате и наркотиках, и показательно казнил его, привёл государственные дела в порядок и расплатился с армией.
В 1783 году он перенёс столицу из Авы в Амарапуру.
В 1784 году он вторгся в государство Аракан на берегу Бенгальского залива, король Аракана Тамада был взят в плен, более 20,000 человек из Аракана были обращены в рабство и увезены вглубь страны. Территория Аракана была аннексирована, тем самым Бирма стала граничить непосредственно с Британской Индией.
После этого в 1785 году он вторгся в Сиам, однако потерпел поражение.
Его власть в Аракане была настолько жестокой, что в 1794 году араканцы восстали. Когда карательные отряды заняли Аракан, тысячи беженцев перешло границы Британской Индии, и для преследования король Бодопайя вторгся в британскую территорию. Чтобы договориться о границах, в 1795 году в Амарапура прибыл британский представитель. Переговоры осложнялись также бирманскими кампаниями в Ассаме. Несмотря на большую напряжённость, до открытого конфликта с британцами не дошло.
Бодопайя был фанатичным буддистом. Он присвоил себе титул Аримиттья (благородный Майтрея — Будда будущего). Однако высшие монахи отказались подтвердить его статус бодхисаттвы, и он вынужден был признать поражение. Он яростно преследовал еретические секты, ввёл смертную казнь за употребление алкоголя, курение, употребление опиума и убиение животных; построил огромное количество пагод. Он начал строительство грандиозной пагоды в Мингуне, высоту которой он планировал довести до 150 м, но грандиозный проект был реализован только на одну треть, проект был прекращён в 1813 году и вокруг недостроенной пагоды осталась до сих пор бесформенная куча из миллиона кирпичей. Он же изготовил великий колокол в Мингуне весом 90 тонн.
При этом Бодопайя был поклонником искусства, поэзии и литературы, покровительствовал художникам и литераторам. Своими декретами он упорядочил искусства и представления, давая преимущества высокоодарённым талантам и вводя жёсткую цензуру. Сэр Дж. Дж. Фрэзер упоминает историю жизни Бодопайя (у Фрэзера — Бодонсачен) в связи с древними представлениями о воплощениях божеств.
Он разрешил только классические пьесы и постановки, запретив современные и новосозданные. Содержание песен должно касаться природы и буддийской философии. Актёры должны быть душевно здоровыми и не являть уродства, произведения должны строго следовать музыкальным и поэтическим канонам, и не оскорблять государство, религию и короля. Те кто пишет подобного рода оскорбительные песни и стихи, наказываются отрубанием руки, а те, кто их поёт и цитирует — наказываются отрезанием языка.